# Diprosopie

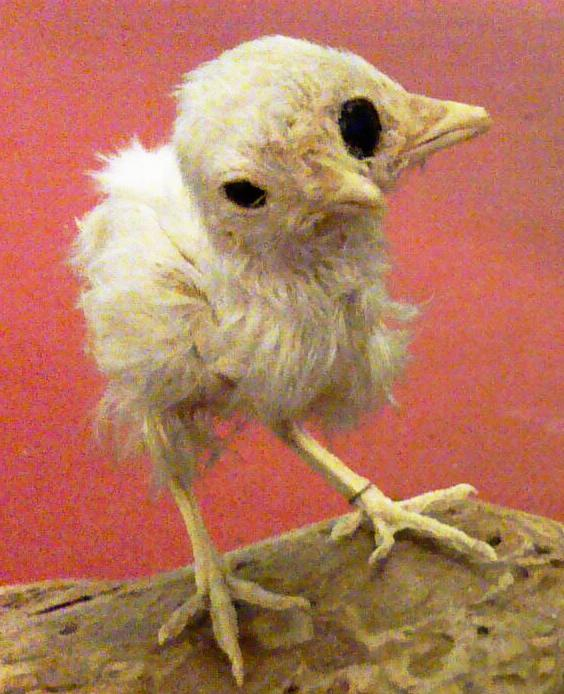
Un poussin avec deux becs et trois yeux.

La diprosopie (διπρόσωπος, « deux visages »), ou duplication cranofaciale, est une maladie congénitale extrêmement rare où des parties du visage (parfois le visage dans son ensemble) sont dupliquées sur la tête.

## Développement
Même si cette maladie est souvent rapprochée du cas des jumeaux siamois, elle n'est pas due à la fusion ou à la séparation incomplète de deux embryons. Elle résulte d'une activité anormale de la protéine Sonic hedgehog (SHH),,.
La protéine SHH et son gène correspondant jouent un rôle majeur dans la voie de signalisation de l'agencement craniofacial au cours du développement embryonnaire. Cette protéine est notamment responsable de la largeur des traits du visage. Dans les cas extrêmes, cela entraîne un élargissement des traits et une duplication de la structure faciale. Plus l'élargissement est important, plus nombreuses sont les structures dupliquées ; celles-ci sont souvent symétriques. En laboratoire, des comprimés contenant la protéine SHH ont été introduits dans des embryons de poulets : les poussins éclos disposaient de becs dupliqués. Une trop petite quantité de la protéine SHH entraîne les excès inverses comme la cyclopie où les traits du visages ne sont pas suffisamment développés.
Un développement effectif du cerveau dépend également de la voie de signalisation de la protéine SHH. Au cours du développement embryonnaire, la protéine affecte les cellules embryonnaires à des zones précises qui forment ensuite un tissu nerveux spécialisé : la taille et la forme des structures cérébrales en sont donc dépendantes.

## Occurrence
La diprosopie survient généralement en même temps que d'autres maladies congénitales telles que l'anencéphalie, des malformations du tube neural et la cardiopathie congénitale. Le cerveau, lorsqu'il est développé, témoigne d'une duplication partielle ou complète des structures cérébrales, parfois d'un sous-développement du tissu nerveux,.

### Cas chez l'être humain

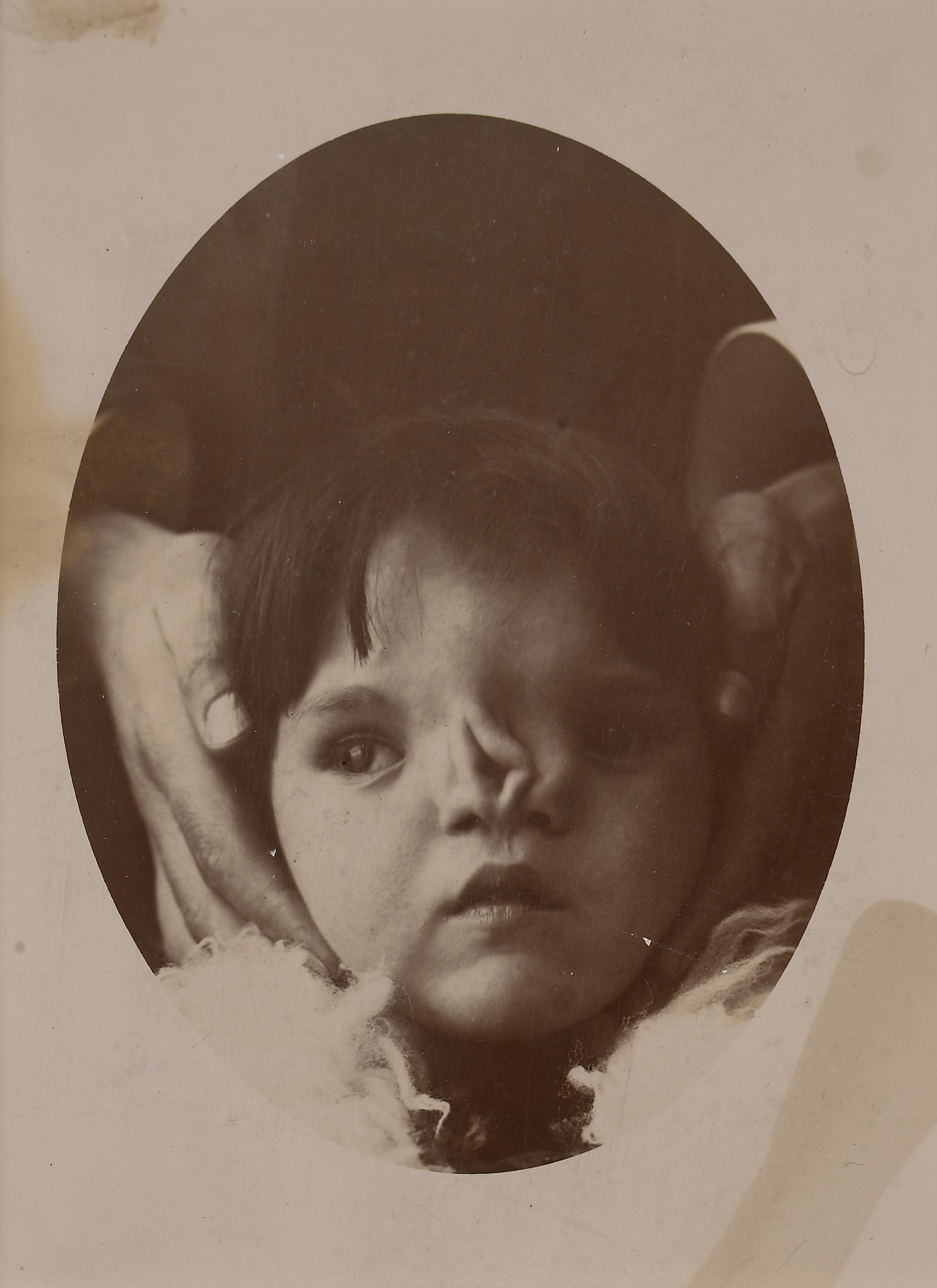
Fillette de six ans avec deux nez et une ébauche de troisième œil (photo prise en 1898)

La plupart des nourrissons atteints de diprosopie sont mort-nés. Peu de cas témoignent d'humains survivant plus de quelques minutes ou quelques heures. Cependant, la littérature médicale rapporte quelques cas de personnes souffrant de diprosopie qui ont vécu jusqu'à l'âge adulte, et parfois même jusqu'à un âge avancé.
Ainsi, en 1881, un anatomiste français rapporta le cas d'un femme diprosopique qui vivait à Saint-Maigner, dans le massif Central. Cette femme avait deux nez, une ébauche de troisième œil entre ces derniers, une luette bifide et six incisives supérieures. Bien que son cerveau eût présenté une duplication partielle, elle avait une intelligence normale et n'était morte qu'à cinquante-deux ans.
Un autre cas d'homme diprosopique ayant pourtant connu une longue vie fut celui de William Durks, un artiste de cirque américain qui avait lui aussi deux nez, une ébauche de troisième œil et une large fente labio-palatine entre ses deux appendices nasaux. Comme la femme de Saint-Maigner, il avait une intelligence normale et n'hésitait pas à parler avec le public qui le contemplait. Il vécut soixante-trois ans, de 1913 à 1976.
Plus récemment, en 2002 et 2003, la littérature médicale fait état de deux cas de nourrissons de sexe masculin avec une diprosopie partielle qui ont pu survivre,. Cependant, l'un d'entre eux est resté affecté d'un lourd handicap mental, son cerveau ayant été endommagé par d'importantes déformations crâniennes.

### Cas chez les animaux
La diprosopie est moins rare chez les chats. Ils sont appelés « chats Janus » en référence au dieu romain Janus qui était affublé de deux visages. Le chat Frank and Louie (en) (1999-2014) a connu une certaine notoriété en raison de sa longévité exceptionnelle ; il était notamment entré au Livre Guinness des records en 2011. Dans ce dernier cas, comme dans celui de William Durks et de la femme à deux nez de Saint-Maigner, la survie a découlé du fait qu'il ne s'agissait que d'une forme modérée de diprosopie (Frank and Louie n'avaient en effet qu'une seule bouche, une seule trachée et un seul œsophage).